# 奧比托奇涅
47°8′38″N 36°27′44″E / 47.14389°N 36.46222°E
奧比托奇內（烏克蘭語：Обіточне）是位於烏克蘭東南部的村莊，由扎波羅熱州別爾江斯克區的切爾尼希夫卡市鎮負責管轄。該村處於奧比季奇納河畔，始建於1822年，面積3.85平方公里，海拔高度136米，2001年人口832。